# Pipett

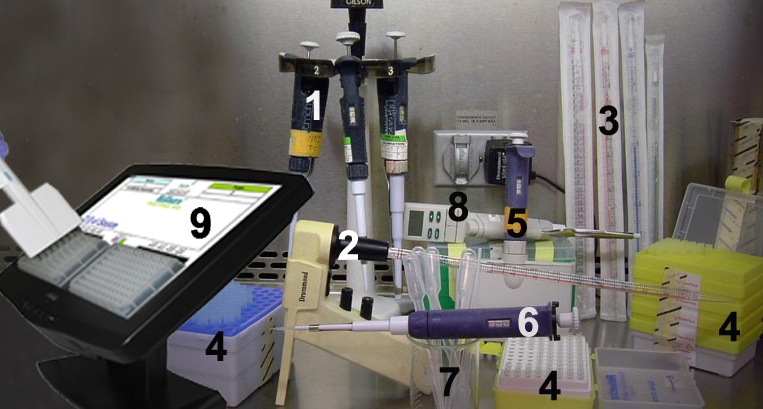
Olika typer av pipetter.

Munpipettering anses idag vara ett osäkert förfarande.

En pipett är ett laboratorieverktyg som ofta används för pipettering inom kemi, biologi och medicin för att mäta upp och överföra en specifik volym vätska från ett kärl till ett annat. Pipetter finns i flera olika varianter för olika ändamål och volymer, med varierande grad av precision, från enkla glaspipetter till mer avancerade justerbara och elektroniska varianter.
Engångspipetter säljs ofta i handeln tillsammans med ögondroppar och annan flytande medicin som skall användas i ögon och öron.